# Municipio de Nineveh (Indiana)
El municipio de Nineveh (en inglés, Nineveh Township) es un municipio del condado de Johnson, Indiana, Estados Unidos. Tiene una población estimada, a mediados de 2023, de 4211 habitantes.

## Geografía
Está ubicado en las coordenadas 39°23′58″N 86°4′34″O / 39.39944, -86.07611. Según la Oficina del Censo, tiene una superficie total de 94.8 km², de los cuales 93.8 km² corresponden a tierra firme y 1.0 km² están cubiertos de agua.

## Demografía
Según el censo de 2020, en ese momento había 4185 personas residiendo en la zona. La densidad de población era de 44.6 hab./km². El 93.33 % de los habitantes eran blancos, el 1.53 % eran afroamericanos, el 0.05 % eran amerindios, el 0.29 % eran asiáticos, el 0.10 % eran isleños del Pacífico, el 0.53 % eran de otras razas y el 4.18 % eran de una mezcla de razas. Del total de la población, el 1.79 % eran hispanos o latinos de cualquier raza.

## Localidades
- Nineveh
- Princes Lakes
- Trafalgar (en parte)